# بولي أميد

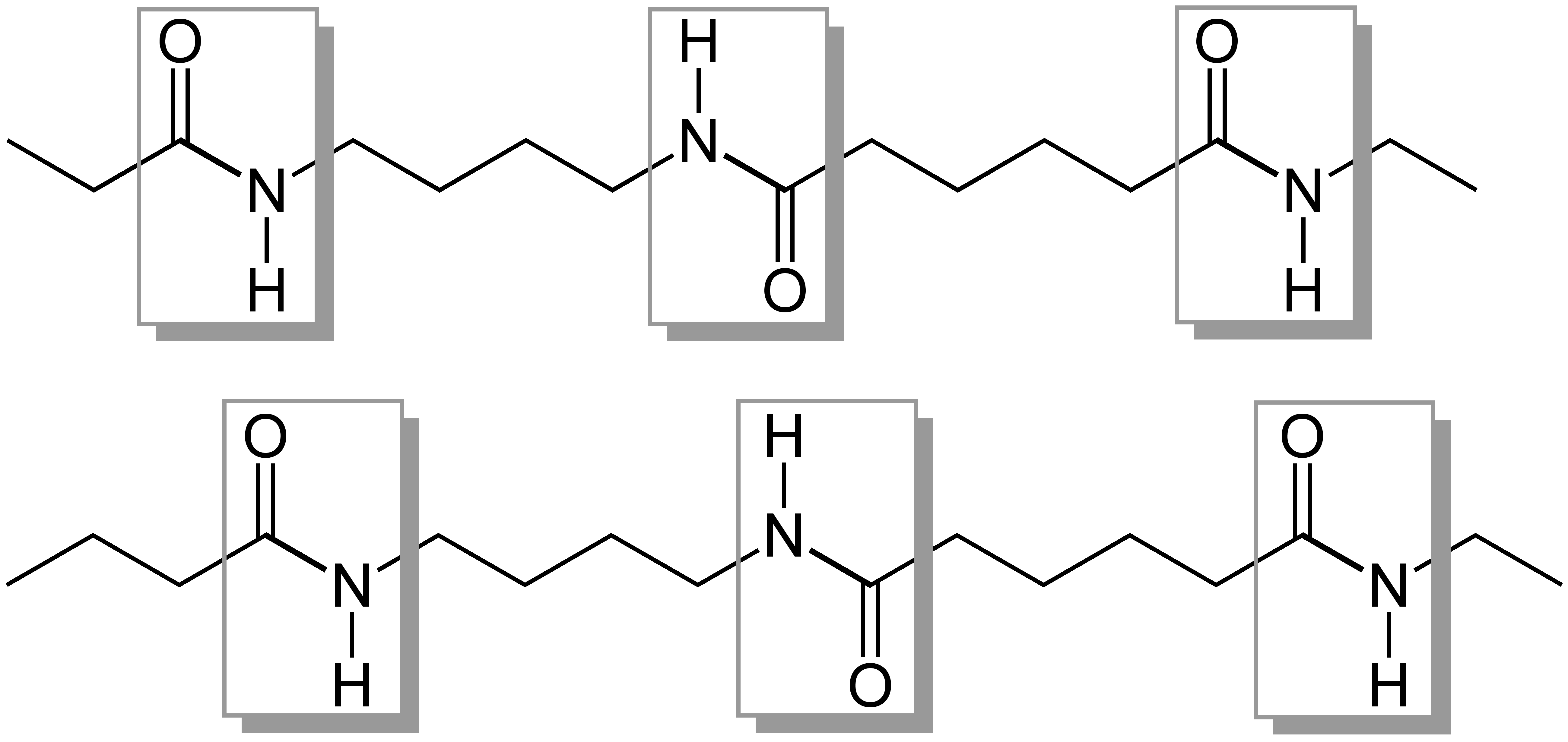
تكرر وحدات الأميد في بولي الأميد

بولي أميد (أو متعدد الأميد اختصاراً PA) هو جزيء ضخم له وحدات متكررة مرتبطة مع بعضها بروابط أميدية. يمكن لبولي الأميد أن يوجد طبيعياً أو أن يحضر صناعياً. من الأمثلة على بولي الأميدات الطبيعية البروتينات مثل الصوف والحرير. يمكن الحصول على بولي الأميدات صناعياً بعدة طرق من البلمرة للحصول على منتجات بوليميرية مثل النايلون والأراميد. لبولي الأميدات الصناعية العديد من التطبيقات الصناعية.

## التصنيف
حسب تركيب السلسلة الرئيسية فإن بولي الأميد يمكن أن تصنف كالتالي:
| نوع البولي أميد   | السلسة الرئيسية | أمثلة                                               | أسماء تجارية      |
| ----------------- | --------------- | --------------------------------------------------- | ----------------- |
| بولي أميد أليفاتي | أليفاتي         | PA 6 وPA 66                                         | نايلون            |
| بولي فثالاميد     | نصف عطري        | PA 6T = سداسي ميثيل ثنائي الأمين + حمض التيريفتاليك | تروغاميد Trogamid |
| أراميد            | عطري            | بارا فينيلين ثنائي الأمين + حمض التيريفتاليك        | كيفلر، نومكس      |

## الإنتاج
تنتج الرابطة الأميدية من تفاعل تكاثف مجموعة أمينية مع حمض كربوكسيلي أو مجموعة كلوريد الأسيل. يمكن لمجموعتي الأمين والحمض الكربوكسيلي أن تكونا على نفس المونومر أو أن يكون البوليمر مؤلفاً من مونومرين مختلفين لهما مجموعتين وظيفتين، إحداهما لهما مجموعتي أمين والأخرى لها مجموعتي حمض كربوكسيلي أو كلوريد الأسيل.

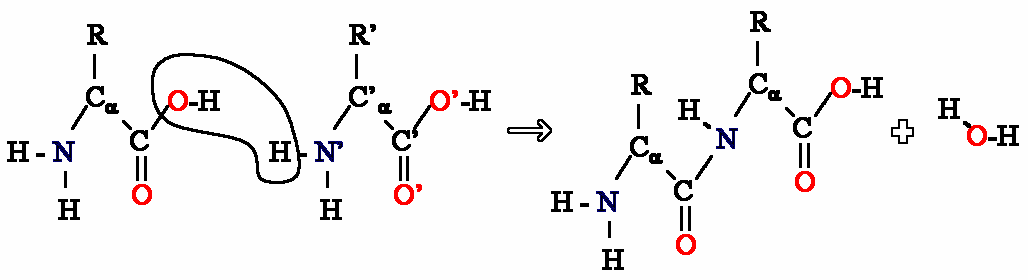
تفاعل حمضين أمينيين يمكن أن يؤدي إلى تكوين سلاسل طويلة في البروتين

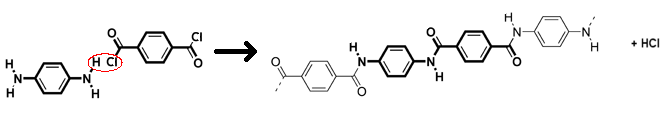
تفاعل تشكيل الأراميد

## اقرأ أيضا
- بولي إميد
- بلمرة